# Lederhose (Thüringen)
Lederhose is een gemeente in de Duitse deelstaat Thüringen, en maakt deel uit van de Landkreis Greiz. Met zeven andere gemeenten maakt Lederhose deel uit van de Verwaltungsgemeinschaft Münchenbernsdorf, een gemeentelijk samenwerkingsverband.
Lederhose telt 264 inwoners.
De merkwaardige plaatsnaam is een verbastering van de Slavische mannennaam Ludorad en heeft dus, evenmin als de Nederlandse plaatsnaam Leerbroek, iets met een kledingstuk te maken. Het wapen van de gemeente toont desondanks een groene Lederhose op een veld van goud.

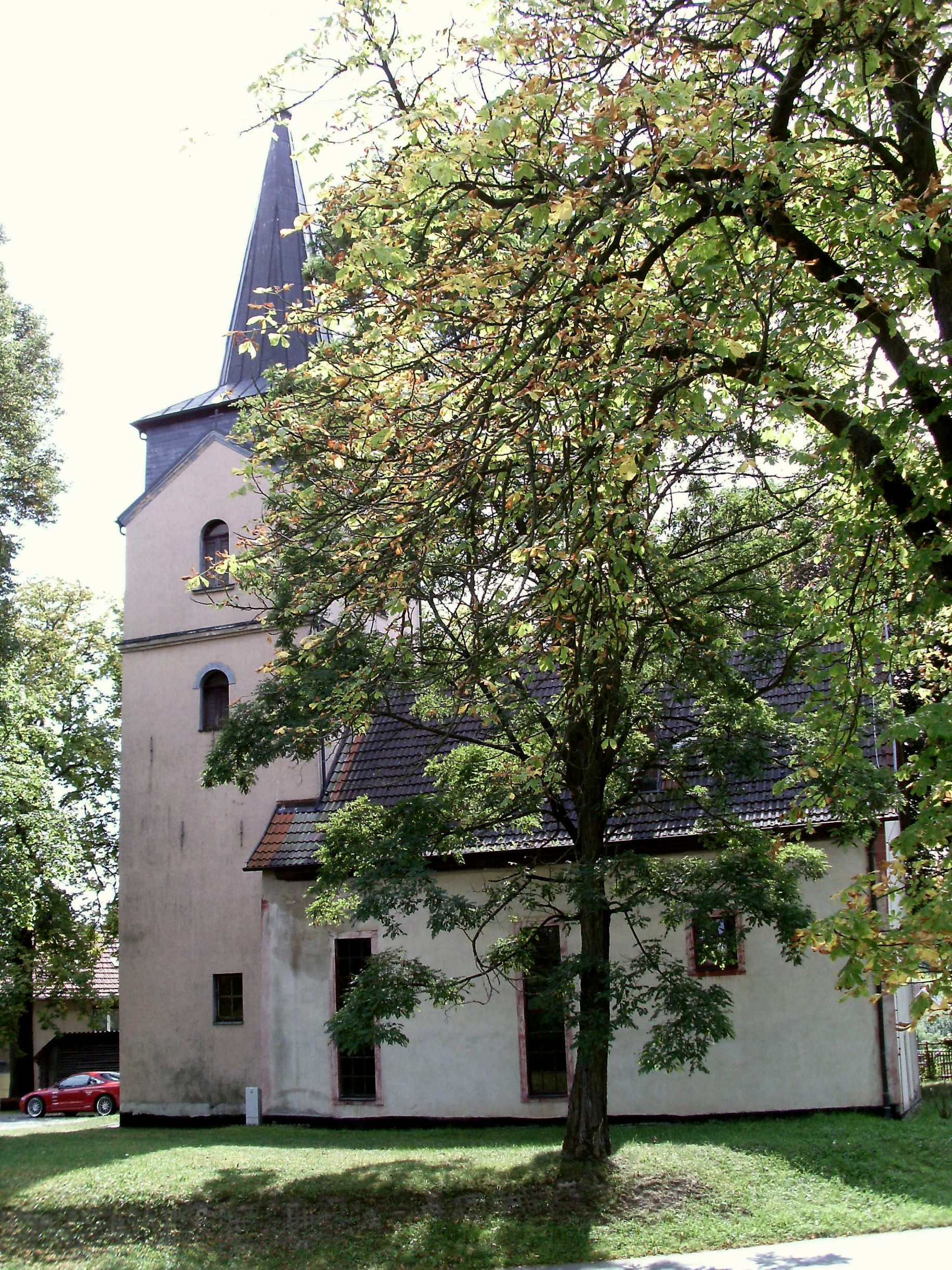
Dorpskerk